# Moosbach (Ruhr)
Der Moosbach ist ein gut zwei Kilometer langer. südlicher und linker Zufluss der Ruhr zwischen den beiden Essener Stadtteilen Fischlaken und Kupferdreh in  Nordrhein-Westfalen. 

## Geographie

### Verlauf
Der Moosbach entspringt  östlich zur ehemaligen Honnschaft Rodberg  gehörenden  Wohnplatzes Oberkamp auf einer Höhe von 137,5 m ü. NHN am Rande eines Laubwaldes.
Der Bach fließt zunächst gut einen halben Kilometer in nordöstlicher Richtung durch den Wald, läuft dann westlich am Wohnplatz Buschkamp bei der Hammer Mark vorbei und unterquert dort die  Hammerstraße. Nördlich der Hammerstraße wird er seiner rechten Seite vom Bach Selbeck gestärkt.
Der Moosbach läuft nun nord-nordostwärts auf seiner rechten Seite am Westrand eines Waldstreifens und auf der anderen Seite an Ackerland entlang. Er wendet sich dann nach Norden und danach rechtsseitig vom dort unterirdisch verrohrten Wieselbach gespeist.
Der Moosbach mündet schließlich westlich der Bauerschaft Dilldorf auf einer Höhe von 52,6 m ü. NHN vom Süden und von links  in die dort zum Baldeneysee gestaute Ruhr.
Sein etwa 2,1 km langer Lauf endet ungefähr 85 Höhenmeter unterhalb der Quelle, er hat somit ein mittleres Sohlgefälle von circa 40 ‰.

### Einzugsgebiet
Das Einzugsgebiet des Moosbachs liegt im Ruhrschichtrippenland und im Ruhrtal. Es wird durch ihn über die Ruhr und den Rhein zur Nordsee entwässert.
Das Einzugsgebiet grenzt
- im Nordosten an das Einzugsgebiet des Deilbachs, der in die Ruhr mündet,
- im Osten an das des Deilbachzuflusses Asbach,
- im Südosten an das des Rotberger Bachs, einem Zufluss des Asbachs;
- im Südwesten an das der Willinghaus Beeke, die in den Hesperbach mündet,
- im Westen an das des  Hesperbachs selbst, der in die Ruhr mündet und
- im Nordwesten an das des Ruhrzuflusses Distelbach.

Der westliche Bereich des Einzugsgebiets ist zum großen Teil bewaldet und im Osten dominiert Ackerland.

### Zuflüsse
- Selbeck (rechts), 1,5 km
- Wieselbach (rechts), 0,6 km